# Seznam manželek panovníků Svaté říše římské

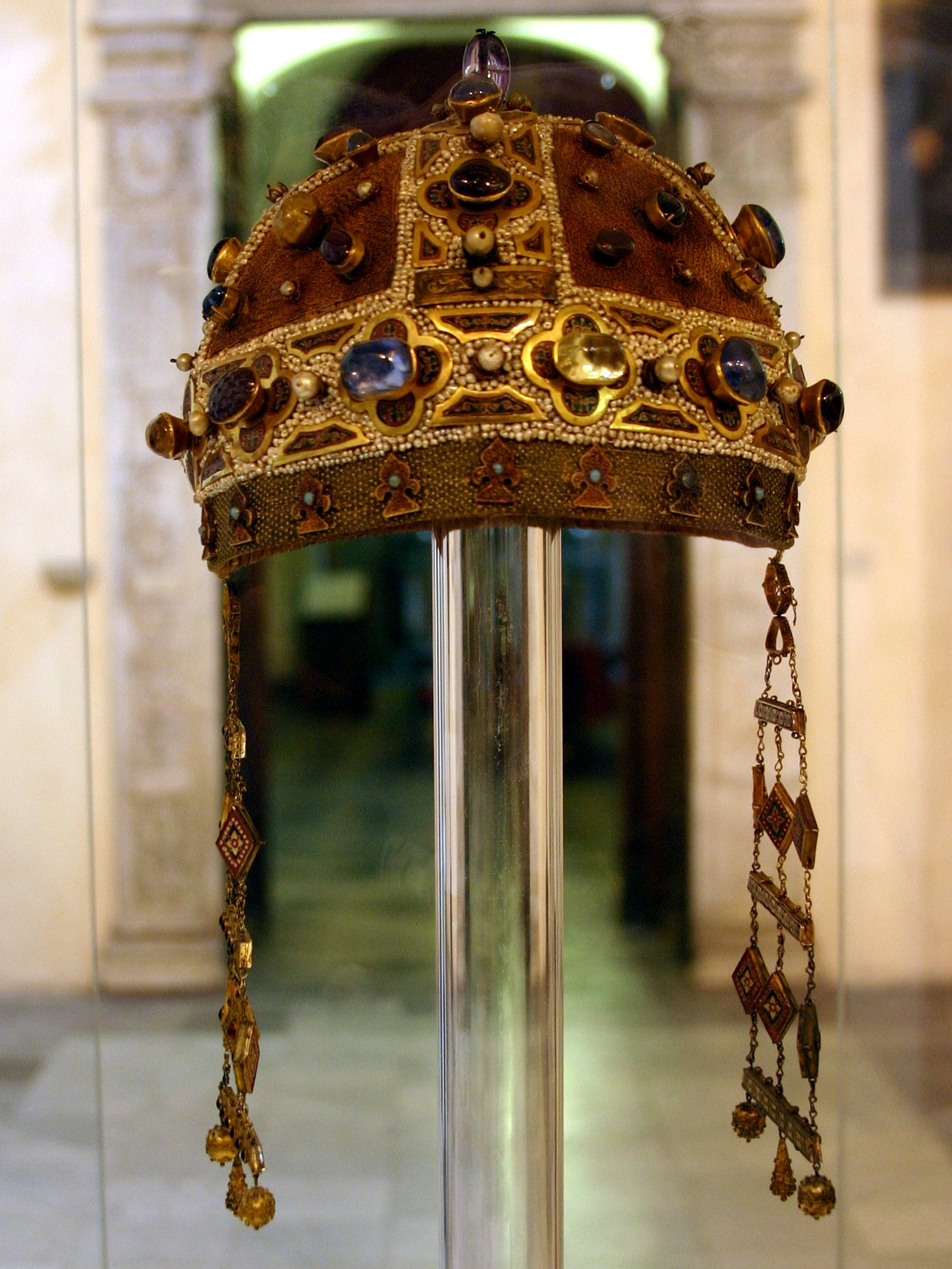
Koruna Konstancie Aragonské

Seznam manželek panovníků Svaté říše římské zahrnuje franské královny a panovnice Svaté říše římské, od roku 843 do zániku říše v roce 1806. Francká říše byla rozdělena Verdunskou smlouvou z roku 843 na tři části. Z říše Východofranské (viz mapa), která připadla Ludvíku II. Němci, vznikla roku 962 (korunovace Oty I. Velikého na císaře) Svaté říše římské a později Svaté říše římské národa německého (od r. 1519).
Pro přehlednost jsou jednotlivé panovnice řazeny chronologicky a podle dynastií, vládnoucích ve Svaté říši římské.

## Karlovci(843–911)
| Portrét | Jméno             | Dynastie      | Narození–úmrtí   | Sňatek | Královnou od roku            | Císařovnou od roku | Manžel             |
| ------- | ----------------- | ------------- | ---------------- | ------ | ---------------------------- | ------------------ | ------------------ |
|         | Hemma z Altdorfu  | Welfové       | 808–876          | 827    | 11. srpen 843 východofranská | Ne                 | Ludvík II. Němec   |
|         | Liutgarda Saská   | Liudolfovci   | ?–885            | 874    | 26. srpen 876 východofranská | Ne                 | Ludvík III. Mladší |
|         | Richardis Alsaská | Alaholfingové | asi 840 – 894/96 | 862    | 20. leden 882 východofranská | 12. únor 881       | Karel III. Tlustý  |
|         | Oda Hesenská      | Konrádovci    | ?–903            | 888    | 888 východofranská           | 22. únor 896       | Arnulf Korutanský  |

## Konrádovci(911–918)
| Portrét | Jméno           | Dynastie      | Narození – úmrtí | Sňatek | Královnou od roku  | Císařovnou od roku | Manžel           |
| ------- | --------------- | ------------- | ---------------- | ------ | ------------------ | ------------------ | ---------------- |
|         | Kunhuta Švábská | Alaholfingové | asi 870 – ?      | 913    | 913 východofranská | Ne                 | Konrád I. Mladší |

## Liudolfovci/Otoni(919–1024)
| Portrét | Jméno            | Dynastie    | Narození–úmrtí | Sňatek        | Královnou od roku     | Císařovnou od roku       | Manžel              |
| ------- | ---------------- | ----------- | -------------- | ------------- | --------------------- | ------------------------ | ------------------- |
|         | Svatá Matylda    | Immedingové | asi 895 – 968  | 909           | 23. duben 919 německá | Ne                       | Jindřich I. Ptáčník |
|         | Edita Anglická   | Cerdikovci  | 910–946        | 929           | 7. srpen 936 německá  | Ne                       | Ota I. Veliký       |
|         | Adéla Burgundská | Welfové     | 931–999        | 951           | 951                   | 2. února 962 korunována  | Ota I. Veliký       |
|         | Theofano         | Sklerosové  | 960–991        | 14. duben 972 | 14. duben 972         | 14. duben 972 korunována | Ota II.             |
|         | svatá Kunhuta    |             | asi 975 – 1033 | asi 1000      | 17. červen 1002       | 26. duben 1014           | Jindřich II.        |

## Sálská dynastie(1024–1125)
| Portrét | Jméno                     | Dynastie           | Narození–úmrtí  | Sňatek            | Královnou od roku | Císařovnou od roku                   | Manžel              |
| ------- | ------------------------- | ------------------ | --------------- | ----------------- | ----------------- | ------------------------------------ | ------------------- |
|         | Gisela Švábská            | Konrádovci         | 995–1043        | 1016              | 8. září 1024      | 26. březen 1027                      | Konrád II. Sálský   |
|         | Gunhilda Dánská           | Jellingové         | 1019–1038       | 1036              | 1036 německá      | Ne                                   | Jindřich III. Černý |
|         | Anežka z Poitou           | Ramnulfovci        | 1025–1077       | 21. listopad 1043 | 21. listopad 1043 | 25. prosinec 1046 1056–1062 regentka | Jindřich III. Černý |
|         | Berta Savojská            | Savojští           | 1051–1087       | 13. červenec 1066 | 13. červenec 1066 | 21. březen 1084                      | Jindřich IV.        |
|         | Adéla Kyjevská (Praxedis) | Rurikovci          | 1071–1109       | 14. srpen 1089    | Ne                | 14. srpen 1089                       | Jindřich IV.        |
|         | Konstancie Sicilská       | Hautevillové       | 1077–87 – 1138? | 1095              | 1095 římská       | Ne                                   | Konrád Francký      |
|         | Matylda Anglická          | Normanská dynastie | 1101–1167       | 7. leden 1114     | 7. leden 1114     | 7. leden 1114                        | Jindřich V.         |

## Supplinburkové
| Portrét | Jméno                | Dynastie | Narození–úmrtí | Sňatek | Královnou od roku | Císařovnou od roku | Manžel      |
| ------- | -------------------- | -------- | -------------- | ------ | ----------------- | ------------------ | ----------- |
|         | Richenza z Northeimu |          | 1087/89 – 1141 | 1100   | 30. srpen 1125    | 4. červen 1133     | Lothar III. |

## Štaufové(Hohenštaufové) (1138–1209)
| Portrét | Jméno                 | Dynastie                     | Narození–úmrtí               | Sňatek          | Královnou od roku       | Císařovnou od roku | Manžel                 |
| ------- | --------------------- | ---------------------------- | ---------------------------- | --------------- | ----------------------- | ------------------ | ---------------------- |
|         | Gertruda z Komburgu   |                              | ?–1130/31                    | asi 1115        | 1127 manžel protikrálem | Ne                 | Konrád III.            |
|         | Gertruda ze Sulzbachu |                              | ?–1146                       | 1136            | 7. březen 1138          | Ne                 | Konrád III.            |
|         | Adéla z Vohburgu      |                              | asi roku 1128 – po roce 1187 | 1147            | 4. březen 1152 římská   | Ne                 | Fridrich I. Barbarossa |
|         | Beatrix Burgundská    | Burgundsko-ivrejská dynastie | 1148–1184                    | 9. červen 1156  | 9. červen 1156          | 1. srpen 1167      | Fridrich I. Barbarossa |
|         | Konstancie Sicilská   | Hautevillové                 | 1154–1198                    | 27. leden 1186  | 27. leden 1186          | 14. duben 1191     | Jindřich VI. (císař)   |
|         | Irena Angelovna       | Angelovci                    | 1177/81–1208                 | 25. květen 1197 | 6. březen 1198 římská   | Ne                 | Filip Švábský          |

## Welfové(1209–1215)
| Portrét | Jméno            | Dynastie    | Narození–úmrtí | Sňatek  | Královnou od roku | Císařovnou od roku | Manžel             |
| ------- | ---------------- | ----------- | -------------- | ------- | ----------------- | ------------------ | ------------------ |
|         | Beatrix Švábská  | Štaufové    | 1198–1212      | 1209/12 | 1209/12           | 1209/12            | Ota IV. Brunšvický |
|         | Marie Brabantská | Reginarovci | 1190–1260      | 1214    | 1214              | 1214               | Ota IV. Brunšvický |

## Štaufové(1220–1254)
| Portrét | Jméno                | Dynastie             | Narození–úmrtí        | Sňatek           | Královnou od roku | Císařovnou od roku | Manžel                 |
| ------- | -------------------- | -------------------- | --------------------- | ---------------- | ----------------- | ------------------ | ---------------------- |
|         | Konstancie Aragonská | Barcelonská dynastie | asi 1183 – 1222       | 5. srpen 1209    | 5. červenec 1215  | 22. listopad 1220  | Fridrich II.           |
|         | Jolanda Jeruzalémská |                      | 1212–1228             | 9. listopad 1225 | 9. listopad 1225  | 9. listopad 1225   | Fridrich II.           |
|         | Blanka Lancia        |                      | asi 1200 – po r. 1233 | asi roku 1233    | Ne                | asi roku 1233      | Fridrich II.           |
|         | Isabela Anglická     | Plantageneti         | 1214–1241             | 1235             | 1235              | 1235               | Fridrich II.           |
|         | Markéta Babenberská  | Babenberkové         | 1204/05–1266          | 1225             | 1225 římská       | Ne                 | Jindřich VII. Štaufský |
|         | Alžběta Bavorská     | Wittelsbachové       | 1227–1273             | 1246             | 1246 římská       | Ne                 | Konrád IV.             |

## Habsburkové(1273–1308)
| Portrét | Jméno                 | Dynastie            | Narození–úmrtí      | Sňatek       | Královnou od roku    | Císařovnou od roku | Manžel               |
| ------- | --------------------- | ------------------- | ------------------- | ------------ | -------------------- | ------------------ | -------------------- |
|         | Gertruda z Hohenbergu |                     | asi 1225 – asi 1281 | 1245         | 29. září 1273 římská | Ne                 | Rudolf I. Habsburský |
|         | Isabela Burgundská    | Burgundská dynastie | 1270–1323           | 6. únor 1284 | 6. únor 1284 římská  | Ne                 | Rudolf I. Habsburský |

## Nasavští(1292–1298)
| Portrét | Jméno             | Dynastie | Narození–úmrtí      | Sňatek        | Královnou od roku     | Císařovnou od roku | Manžel         |
| ------- | ----------------- | -------- | ------------------- | ------------- | --------------------- | ------------------ | -------------- |
|         | Imagina Limburská |          | asi 1259 – asi 1313 | asi roku 1271 | 5. květen 1292 římská | Ne                 | Adolf Nasavský |

## Habsburkové(1298–1308)
| Portrét | Jméno                    | Dynastie    | Narození–úmrtí  | Sňatek            | Královnou od roku        | Císařovnou od roku | Manžel                 |
| ------- | ------------------------ | ----------- | --------------- | ----------------- | ------------------------ | ------------------ | ---------------------- |
|         | Alžběta Goricko-Tyrolská | Menhardovci | asi 1262 – 1312 | 20. prosinec 1274 | 27. červenec 1298 římská | Ne                 | Albrecht I. Habsburský |

## Lucemburkové(1308–1314)
| Portrét | Jméno              | Dynastie    | Narození–úmrtí | Sňatek           | Královnou od roku        | Císařovnou od roku | Manžel                    |
| ------- | ------------------ | ----------- | -------------- | ---------------- | ------------------------ | ------------------ | ------------------------- |
|         | Markéta Brabantská | Reginarovci | 1276–1311      | 9. červenec 1292 | 27. listopad 1308 římská | Ne                 | Jindřich VII. Lucemburský |

## Habsburkové(1314–1330)
| Portrét | Jméno             | Dynastie             | Narození–úmrtí | Sňatek          | Královnou od roku                  | Císařovnou od roku | Manžel          |
| ------- | ----------------- | -------------------- | -------------- | --------------- | ---------------------------------- | ------------------ | --------------- |
|         | Izabela Aragonská | Barcelonská dynastie | 1296–1330      | 11. květen 1314 | 5. září 1325 manžel římským králem | Ne                 | Fridrich Sličný |

## Wittelsbachové(1314–1347)
| Portrét | Jméno                      | Dynastie          | Narození–úmrtí | Sňatek        | Královnou od roku | Císařovnou od roku | Manžel           |
| ------- | -------------------------- | ----------------- | -------------- | ------------- | ----------------- | ------------------ | ---------------- |
|         | Beatrix Svídnicko-Javorská | Slezští Piastovci | 1290–1322      | 1308          | 20. říjen 1314    | Ne                 | Ludvík IV. Bavor |
|         | Markéta Holandská          | Dynastie Avesnes  | 1311–1356      | 26. únor 1324 | 26. únor 1324     | 1328               | Ludvík IV. Bavor |

## Lucemburkové(1355–1400)
| Portrét | Jméno             | Dynastie          | Narození–úmrtí | Sňatek          | Královnou od roku        | Císařovnou od roku          | Manžel     |
| ------- | ----------------- | ----------------- | -------------- | --------------- | ------------------------ | --------------------------- | ---------- |
|         | Blanka z Valois   | Valois            | 1316–1348      | 1329            | 11. červenec 1346 manžel | Ne                          | Karel IV.  |
|         | Anna Falcká       | Wittelsbachové    | 1329–1353      | 4. březen 1349  | 17. červen 1349 manžel   | Ne                          | Karel IV.  |
|         | Anna Svídnická    | Slezští Piastovci | 1339–1362      | 27. květen 1353 | 27. květen 1353          | 5. duben 1355 korunována    | Karel IV.  |
|         | Eliška Pomořanská | Greifenové        | 1347–1393      | 21. květen 1363 | 21. květen 1363          | 1. listopad 1368 korunována | Karel IV.  |
|         | Johana Bavorská   | Wittelsbachové    | 1362–1386      | 29. září 1370   | 10. červen 1376 římská   | Ne                          | Václav IV. |
|         | Žofie Bavorská    | Wittelsbachové    | 1376–1425      | 2. květen 1389  | 2. květen 1389 římská    | Ne                          | Václav IV. |

## Wittelsbachové(1400–1410)
| Portrét | Jméno              | Dynastie        | Narození–úmrtí | Sňatek          | Královnou od roku     | Císařovnou od roku | Manžel      |
| ------- | ------------------ | --------------- | -------------- | --------------- | --------------------- | ------------------ | ----------- |
|         | Eliška Norimberská | Hohenzollernové | 1358–1411      | 27. červen 1374 | 21. srpen 1400 manžel | Ne                 | Ruprecht I. |

## Lucemburkové(1410–1437)
| Portrét | Jméno           | Dynastie  | Narození–úmrtí | Sňatek | Královnou od roku        | Císařovnou od roku     | Manžel              |
| ------- | --------------- | --------- | -------------- | ------ | ------------------------ | ---------------------- | ------------------- |
|         | Anežka Opolská  | Piastovci | po 1348 – 1413 | 1374   | 1410 manžel              | Ne                     | Jošt Moravský       |
|         | Barbora Cellská |           | 1390–95 – 1451 | 1408   | 21. červenec 1411 manžel | 31. květen 1433 manžel | Zikmund Lucemburský |

## Habsburkové(1438–1740)
| Portrét | Jméno                                       | Dynastie              | Narození–úmrtí | Sňatek            | Královnou od roku                 | Císařovnou od roku               | Manžel            |
| ------- | ------------------------------------------- | --------------------- | -------------- | ----------------- | --------------------------------- | -------------------------------- | ----------------- |
|         | Alžběta Lucemburská                         | Lucemburkové          | 1409–1442      | 1422              | 18. březen 1438                   | Ne                               | Albrecht II.      |
|         | Eleonora Portugalská                        | Avizové               | 1434–1467      | 16. březen 1452   | 16. březen 1452                   | 19. březen 1452 manžel korunován | Fridrich III.     |
|         | Blanka Marie Sforza                         | Sforzové              | 1472–1510      | 16. březen 1494   | 16. březen 1494                   | 4. únor 1508 manžel              | Maxmilián I.      |
|         | Isabela Portugalská                         | Avizové               | 1503–1539      | 10. březen 1526   | 10. březen 1526                   | 24. únor 1530 manžel korunován   | Karel V.          |
|         | Anna Jagellonská                            | Jagellonci            | 1503–1547      | 25. květen 1521   | 1531 manžel zvolen římským králem | Ne                               | Ferdinand I.      |
|         | Marie Španělská                             | Habsburkové           | 1528–1603      | 13. září 1548     | 13. září                          | 25. červenec 1564                | Maxmilián II.     |
| Portrét | Jméno                                       | Dynastie              | Narození–úmrtí | Sňatek            | Královnou od roku                 | Císařovnou od roku               | Manžel            |
|         | Anna Tyrolská                               | Habsburkové           | 1585–1618      | 4. prosinec 1611  | 1612 manžel                       | 1612 manžel                      | Matyáš Habsburský |
|         | Eleonora Gonzagová                          | Gonzagové             | 1598–1655      | 4. únor 1622      | 4. únor 1622                      | 4. únor 1622                     | Ferdinand II.     |
|         | Marie Anna Španělská                        | Španělští Habsburkové | 1606–1646      | 20. únor 1631     | 22. prosinec 1636 manžel          | 15. únor 1637 manžel             | Ferdinand III.    |
|         | Marie Leopoldina Tyrolská                   | Rakouští Habsburkové  | 1632–1649      | 2. červenec 1648  | 2. červenec 1648                  | 2. červenec 1648                 | Ferdinand III.    |
|         | Eleonora Magdalena Gonzagová                | Gonzagové             | 1630–1686      | 30. duben 1651    | 30. duben 1651                    | 30. duben 1651                   | Ferdinand III.    |
| Portrét | Jméno                                       | Dynastie              | Narození–úmrtí | Sňatek            | Královnou od roku                 | Císařovnou od roku               | Manžel            |
|         | Markéta Tereza Habsburská                   | Španělští Habsburkové | 1651–1673      | 12. prosinec 1666 | 12. prosinec 1666                 | 12. prosinec 1666                | Leopold I.        |
|         | Klaudie Felicitas Tyrolská                  | Rakouští Habsburkové  | 1653–1676      | 15. říjen 1673    | 15. říjen 1673                    | 15. říjen 1673                   | Leopold I.        |
|         | Eleonora Magdalena Falcko-Neuburská         | Wittelsbachové        | 1655–1720      | 14. prosinec 1676 | 14. prosinec 1676                 | 14. prosinec 1676                | Leopold I.        |
|         | Vilemína Amálie Brunšvická                  | Welfové               | 1673–1742      | 24. únor 1699     | 24. únor 1699                     | 5. květen 1705 manžel            | Josef I.          |
|         | Alžběta Kristýna Brunšvicko-Wolfenbüttelská | Welfové               | 1691–1750      | 1. srpen 1708     | prosinec 1711                     | prosinec 1711                    | Karel VI.         |
| Portrét | Jméno                                       | Dynastie              | Narození–úmrtí | Sňatek            | Královnou od roku                 | Císařovnou od roku               | Manžel            |

## Wittelsbachové(1742–1745)
| Portrét | Jméno                   | Dynastie             | Narození–úmrtí | Sňatek        | Královnou od roku     | Císařovnou od roku    | Manžel              |
| ------- | ----------------------- | -------------------- | -------------- | ------------- | --------------------- | --------------------- | ------------------- |
|         | Marie Amálie Habsburská | Rakouští Habsburkové | 1701–1756      | 5. říjen 1722 | 24. leden 1742 manžel | 24. leden 1742 manžel | Karel VII. Bavorský |

## Habsbursko-lotrinská dynastie(1745–1806)
| Portrét | Jméno                           | Dynastie              | Narození–úmrtí | Sňatek         | Královnou od roku | Císařovnou od roku         | Manžel                        |
| ------- | ------------------------------- | --------------------- | -------------- | -------------- | ----------------- | -------------------------- | ----------------------------- |
|         | Marie Terezie                   | Rakouští Habsburkové  | 1717–1780      | 12. únor 1736  | 17. září 1745     | 17. září 1745 nekorunována | František I. Štěpán Lotrinský |
|         | Marie Josefa Bavorská           | Wittelsbachové        | 1739–1767      | 23. leden 1765 | 23. leden 1765    | 18. srpen 1765 manžel      | Josef II.                     |
|         | Marie Ludovika Španělská        | Španělští Bourboni    | 1745–1792      | 5. srpen 1765  | 30. září 1790     | 30. září 1790              | Leopold II.                   |
|         | Marie Tereza Neapolsko-Sicilská | Bourbon-Obojí Sicílie | 1772–1807      | 15. srpen 1790 | 5. červenec 1792  | 5. červenec 1792           | František II.                 |